# الفروق بين الجنسين في التوحد
يُشخص الذكور بالتوحد أكثر من الإناث. يوجد جدل حول ما إذا كان سبب ذلك تأثير نوع الجنس في معدلات اضطرابات طيف التوحد (ASD) أو بسبب عدم تشخيص الإناث بشكل كافٍ بالمرض. غالبًا ما يُشار إلى معدل الانتشار على أنه حوالي 4 ذكور لكل أنثى. تشير أبحاث أخرى إلى أنها أقرب إلى 3: 1 أو 2: 1. واحد من كل 42 ذكر وواحدة من كل 189 أنثى في الولايات المتحدة مصابون باضطراب طيف التوحد. يوجد بعض الأدلة على تأخر تشخيص الإناث بعض الشيء مقارنة بالذكور، ومع ذلك، النتائج متناقضة حتى الآن.
توجد العديد من النظريات لشرح التناقض القائم على الجنس، مثل التأثير الجيني الوقائي، ونظرية دماغ الذكور المتطرفة والاختلافات الشكلية بين الجنسين، وقد تكون كل هذه الأسباب متشابكة. ناقش الباحثون أيضًا دور التحيز الجنساني التشخيصي في عدم تشخيص الإناث باضطراب طيف التوحد. تكهن الباحثون أيضًا بوجود تحيز جنساني في تقارير الوالدين بسبب التوقعات والتنشئة الاجتماعية لأدوار الجنسين في المجتمع.
نظرًا لأن التوحد حالة وراثية وجينية إلى حد كبير، يوجد دور مهم للعوامل الوراثية التي تؤدي إلى اختلافات عديدة بحسب الجنس، مثل دور إشارات الأندروجين في نمو الذكور أو الطفرات المرتبطة بالصبغي الجنسي X، والتي تكون حالاتها الوراثية المرتبطة عادةً أكثر شيوعًا وشدة في الذكور. تقترح نظرية الدماغ الذكوري المتطرفة أن أدمغة التوحد تظهر مبالغة في الميزات المرتبطة بأدمغة الذكور، مثل زيادة الحجم وانخفاض الاتصال النسبي بالإضافة إلى تفضيل التفكير المنهجي على التفكير العاطفي. تشير فرضية الدماغ المطبوعة إلى أن البصمة الجينومية مسؤولة جزئيًا على الأقل عن الفروق بين الجنسين في التوحد وتشير إلى الدليل على سبب وراثي مشترك مع مرض انفصام الشخصية.
مقارنة بالرجال، تُصبح النساء عمومًا أكثر ضعفًا في حال إصابتهن بالتوحد أو تتطلبن ظروف معرفية أو سلوكية أكثر من نظرائهن من الرجال لتلبية معايير طيف التوحد. هناك دليل على زيادة حالات القلق الاجتماعي، وفقدان الشهية العصبي، وإيذاء النفس لدى الإناث المصابات بالتوحد، على الرغم من أن ارتفاع معدلات فقدان الشهية العصبي واضطرابات الأكل الأخرى قد تنتج عن الارتباك أو الخلط مع اضطراب تجنب/تقييد تناول الطعام (ARFID)، وهو أمر شائع بشكل خاص في التوحد. تظهر الفتيات والنساء المصابات بالتوحد دافعًا اجتماعيًا أعلى وقدرة أكبر على الصداقات النموذجية مقارنة بالأولاد والرجال المصابين بالتوحد، هم أقل عرضة للإصابة بفرط النشاط والاندفاع ولديهم مشكلات في السلوك أو السمات السلوكية النمطية، وقد ثبت أنهم يخفون ظروفهم بشكل متكرر أكثر من الرجال المصابين بالتوحد. غالبًا ما يُظهر الذكور المصابون بالتوحد سلوكيات أكثر سهولة في الملاحظة في سن أصغر، مما يؤدي إلى مراقبة الوالدين والتقييم اللاحق للطفل. في المقابل، غالبًا ما يتغاضى الآخرون عن سلوك الشابات، بغض النظر عن أي عوامل خطر مرتبطة بالتوحد أو أي تأخيرات في النمو. في النهاية، قد يساهم هذا في حصول الإناث على تشخيص اضطراب طيف التوحد بشكل متكرر في وقت لاحق في الحياة أكثر من نظرائهن من الذكور. هناك إجماع متزايد بين علماء الأعصاب على أن عدد النساء المصابات بالتوحد كان ممثلًا تمثيلًا ناقصًا إلى حد كبير بسبب افتراض أنه حالة ذكورية في المقام الأول.

## خلفية
كان هانز أسبرجر من أوائل الأشخاص الذين درسوا التوحد، ومع ذلك فإن جميع موضوعات الدراسة الأربعة كانت من الذكور. وصف ليو كانر وهو باحث مبكر آخر «اضطرابات التوحد في الاتصال العاطفي» في مجموعة مكونة من ثمانية أولاد وثلاث فتيات.
في العصر الحديث، تقل احتمالية إصابة النساء بالتوحد مقارنة بالرجال، فغالبًا ما يُشخصن بشكل خاطئ أو لا يلاحظ الأطباء أنهم يعانون من حالة التنوع العصبي. النساء أكثر عرضة للإصابة بالتوحد في سن متأخرة أكثر من الرجال.